# OGLE-TR-113
OGLE-TR-113 är en ensam stjärna i norra delen av stjärnbilden Kölen och har även variabelbeteckningen V752 Carinae. Den har en skenbar magnitud av ca 16,08 och kräver ett kraftfullt teleskop för att kunna observeras. Baserat på parallaxmätning på ca 1,69 mas, beräknas den befinna sig på ett avstånd på ca 1 170 ljusår (ca 359 parsek) från solen.

## Egenskaper
OGLE-TR-113 är en orange till röd stjärna i huvudserien av spektralklass K och klassificeras som en planetpassage-variabel. Den har en massa som är ca 0,78 solmassa, en radie som är ca 0,77 solradie och har en utstrålning av energi från dess fotosfär ungefär lika med solens vid en effektiv temperatur av ca 3 500 K.

## Planetsystem
År 2002 upptäckte Optical Gravitational Lensing Experiment (OGLE) periodisk nedtoning i stjärnans ljuskurva, vilket tyder på att ett objekt av planetarisk storlek passerar framför stjärnan. Eftersom röda dvärgar med låg massa och bruna dvärgar kan efterlikna en planet krävdes mätningar av radiella hastighet för att beräkna objektets massa. År 2004 visade sig objektet vara en ny transiterande exoplanet, OGLE-TR-113b.
| Planet | Massa          | Halv storaxel (AE) | Siderisk omloppstid (d) | Excentricitet | Inklination | Radie |
| ------ | -------------- | ------------------ | ----------------------- | ------------- | ----------- | ----- |
| b      | 1,32 ± 0,19 MJ | 0,0229 ± 0,0002    | 1,4324757 ± 0,0000013   | 0             | -           | -     |